# Lucio Mariani (archeologo)
Lucio Mariani (Roma, 4 agosto 1865 – Roma, 30 agosto 1924) è stato un archeologo italiano.
Figlio del pittore Cesare e della pittrice e ceramista Virginia Mariani Barlocci, insegnò archeologia e storia antica in varie università italiane. Fu direttore dei Musei capitolini, segretario dell'Accademia di San Luca e membro corrispondente dell'Accademia dei Lincei. Il figlio Valerio è stato uno storico dell'arte e critico d'arte.Virginia Mariani

## Biografia

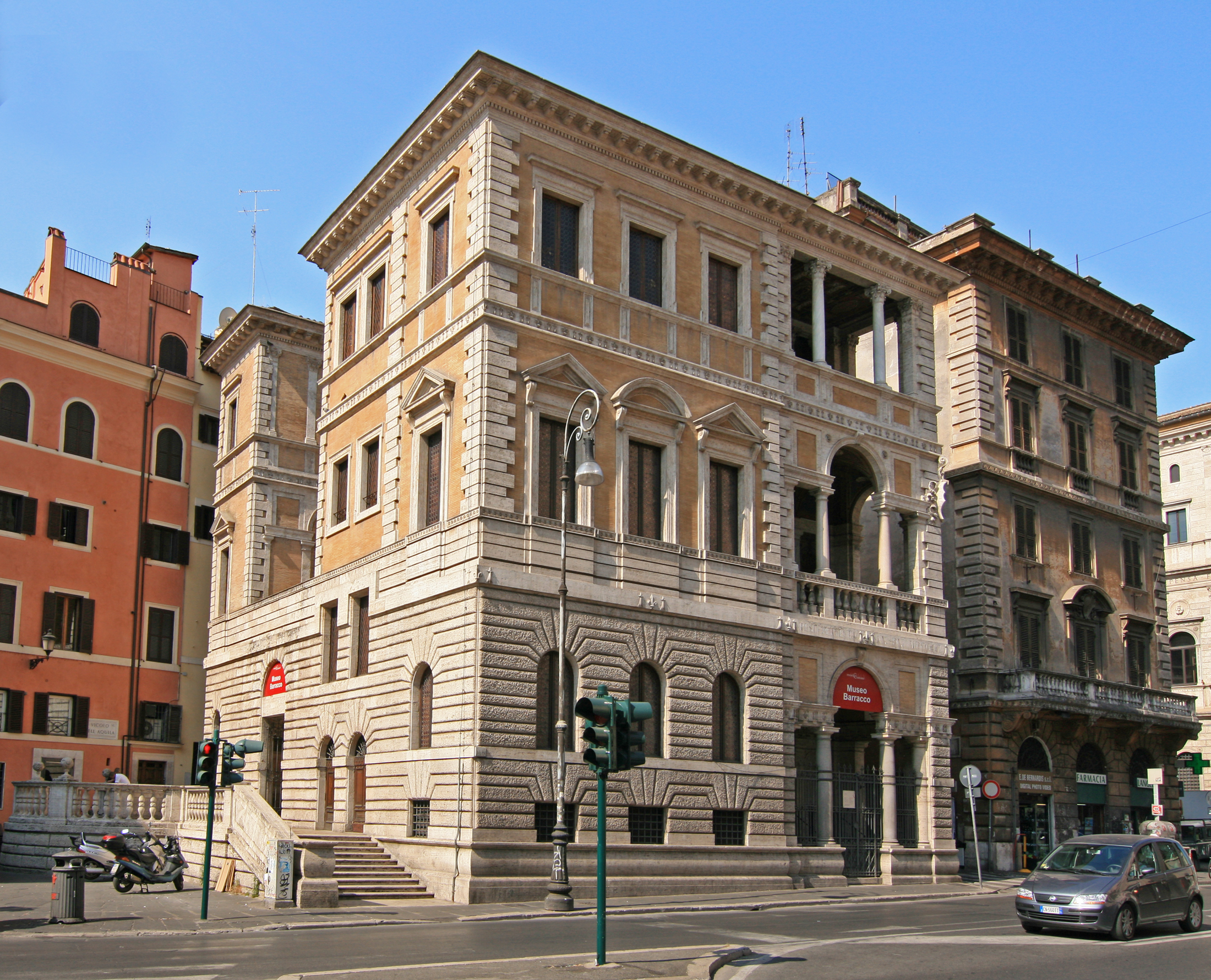
Roma, sede del Museo Barracco

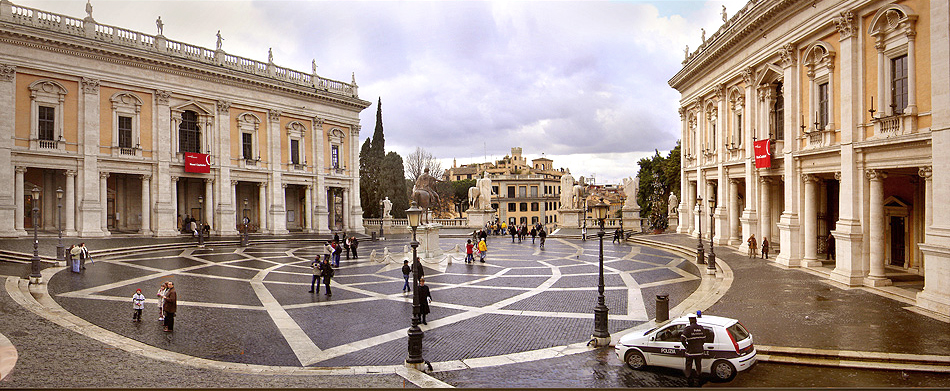
Roma, Musei capitolini: Palazzo dei Conservatori e Palazzo Nuovo (a destra) in piazza del Campidoglio

Nato a Roma nel 1865, dopo essersi laureato all'Università di Roma in giurisprudenza nel 1888 e, due anni dopo, nel medesimo ateneo, aver conseguito una seconda laurea in lettere e filosofia, frequentò per tre anni la Scuola nazionale di archeologia ove fu allievo degli archeologi Emanuel Löwy, Rodolfo Lanciani e Luigi Pigorini.
Nel 1893 Mariani partecipò a una missione di studio in vari siti archeologici di Creta, esaminando il materiale rinvenuto e pubblicando i risultati in un volume Antichità cretesi edito dall'Accademia dei Lincei. Nel 1897 vinse il concorso per la cattedra di archeologia all'Università di Pavia ove, l'anno successivo, ebbe l'incarico anche per l'insegnamento di storia antica. Nel 1900 si trasferì all'Università di Pisa.
Dal 1897 al 1902 fu impegnato in alcuni scavi, iniziati da Antonio Di Nino, nei pressi di Alfedena, l'antica Aufidena dei Sanniti, località abruzzese dell'alto Sangro.
Nel 1904 Mariani entrò nell'Accademia di San Luca, nel 1905 fu tra i fondatori della Società italiana di archeologia e storia dell'Arte di cui curò la rivista Ausonia e nel 1908 fu eletto membro corrispondente dei Lincei.
Nel 1915, in seguito alla dichiarazione di guerra italiana all'Impero austro-ungarico, l'austriaco professor Löwy, già insegnante di Mariani nella Scuola nazionale di archeologia, lasciò vacante la cattedra di archeologia e storia dell'arte dell'ateneo romano che fu affidata in supplenza allo stesso Mariani. Nel 1918, con il trasferimento da Pisa a Roma, Mariani fu nominato ordinario.
Nello stesso 1915 fu nominato direttore dei musei romani Barracco e Capitolini.
Alla fine del 1919 Mariani fu colpito dai primi sintomi di un'encefalite letargica, la malattia progredì inesorabilmente fino a condurlo, nel 1924, alla morte prematura all'età di cinquantanove anni.

## Opere
- Dei recenti studi intorno le principali civiltà d'Europa e la loro origine, Roma, Forzani e C. Tipografi del Senato, 1895.
- Antichita cretesi, Roma, Tipografia della R. Accademia dei Lincei, 1896.
- Museo del palazzo ducale in Venezia. Raccolta archeologica, Roma, Ministero Dell'istruzione Pubblica, 1896.
- Statue mutile di un gruppo marmoreo rappresentante Teseo ed il Minotauro, Roma, Tip. della R. Accademia dei Lincei, 1897.
- M. T. Cicerone e i suoi tempi. Studio storico-critico, Napoli, R. Tip. Francesco Giannini & Figli, 1898.
- Aufidena. Ricerche archeologiche e storiche nel Sannio settentrionale, Roma, Tip. della R. Accademia dei Lincei, 1901.
- De' più recenti studi intorno alla questione etrusca. Prolusione al corso di archeologia nella R. Università di Pisa per l'anno 1900, Pisa, Tipografia Vannucchi, 1901.
- Statua muliebre del Palazzo dei Conservatori, Roma, Loescher & C., 1905.
- Statue policletee nel Museo Nazionale Romano, Roma, Loescher & C., 1906.
- Il congresso internazionale di archeologia in Atene, Firenze, G. Ramella & c., 1906
- L'Ephedrismos di Piazza Dante, Roma, Loescher, 1907.
- Sopra un tipo di Hermes del IV secolo a.C., Roma, Tip. dell'Unione Cooperativa Editrice, 1908.
- Di una stele sepolcrale salapina, Roma, Tip. della R. Accademia dei Lincei, 1909.
- La giovinetta di Anzio, Roma, Loescher, 1910.
- Statua di Augusto di via Labicana, Roma, Loescher, 1910.
- Di un altro esemplare dell'atleta Diskophoros, Roma, Loescher & C., 1911.
- Statuetta in bronzo di Sutri, Roma, E. Calzone, 1913.
- Musaici di Sliten, Roma, Tip. R. Accademia dei Lincei, 1914.
- L'Alessandro Magno di Cirene , Roma, R. Accademia Dei Lincei, 1915.
- L'Aphrodite di Cirene, Roma, Tip. editrice romana, 1915.
- Statue di Piazza Colonna, Roma, E. Loescher e C., W. Regenberg, 1915.
- L'Ara di campo Marzio, Roma, P. Maglione e C. Strini Succ. Di Loescher e C., 1918.
- Scavi e ricerche in Libia, Roma, Tip. della R. Accademia dei Lincei, 1918.
- Lavori di sistemazione alle porte di Roma, Roma, P. Maglione e C. Strini Succ. Di Loescher e C., 1918.
- Di alcune statue di recente restaurate all'Antiquarium, Roma, P. Maglione & C. Strini, 1921.
- Creta. Memorie di un viaggio nell'interno dell'isola, Roma, IULM, Libera Università di Lingue e Comunicazione, CIRAAS, 2005. ISBN 88-901701-9-0.